# BFF (Band)
BFF war eine dreiköpfige österreichische Girlgroup. Sie wurde Ende 2011 im Rahmen der ersten österreichischen Staffel der Castingshow Popstars zusammengestellt.

## Geschichte
Unter dem Motto Mission Österreich fand die Castingshow Popstars im Herbst 2011 erstmals in Österreich statt. Die Jury bestand aus dem Choreografen Detlef Soost und der Sängerin Fernanda Brandão.
Nach Ende einer Castingrunde wurde beim Recall entschieden, welche der 50 Kandidaten in das Bandhaus in Biberwier einziehen. Die Jury entschied sich für zehn Teilnehmerinnen und neun Teilnehmer. Hier wurden die Kandidaten von dem Vocalcoach Kate Hall und von der Tanztrainerin Anna Demel unterrichtet. Im Gegensatz zu den Staffeln in anderen Ländern wurden bereits zu Beginn der Bandhausphase die beiden Bands Kilmokit und BFF gegründet und vorläufig besetzt. Der Bandname BFF ist die Abkürzung des englischen Ausdrucks Best friends forever. Die Teilnehmer, die nicht in die Band kamen, traten danach als so genannte Herausforderer an und kämpften in Gesangsduellen um einen Platz in der Band. Die Jury hatte acht Austauschmöglichkeiten für beide Bands.
Am 4. Dezember 2011 wurde Kilmokit im Televoting zum Gewinner der Castingshow bestimmt.
Das direkt im Anschluss an die Sendung veröffentlichte Album Heartcore erreichte Platz 58 der österreichischen Charts, die Singleauskopplung Outta My Head konnte sich nicht in den Ö3 Austria Top 40 platzieren.
Im März konnten die Fans bestimmen welches Lied die zweite Single wird. Zur Auswahl standen Flowers und Be A Soldier, letzteres gewann die Entscheidung. Be A Soldier wurde anschließend jedoch nur als Radio-Single veröffentlicht. Im Mai 2012 folgte in Zusammenarbeit mit Guenta K. die Single Never, die es auf Platz 73 der österreichischen Single-Charts schaffte. Die anschließend im November 2012 veröffentlichte Single Turn Away, eine Zusammenarbeit mit Kane und Miami Inc., verpasste hingegen den Charteinstieg.
Im April 2013 gab die Girlgroup auf Facebook ihre Auflösung bekannt.

## Mitglieder
Die Band bestand aus drei Sängerinnen:
- Julia Watzl verfügte bereits vor der Sendung über Castingerfahrungen. 2001 nahm Watzl an der deutschen Version von Popstars teil, kam aber nicht in die Band Bro’Sis.[3] Ihre Mutter stammt von den Philippinen, der Vater aus Linz.
- Rose Alaba ist die Tochter des Musikers George Alaba und Schwester des Fußballspielers David Alaba. Neben ihrer Gesangskarriere besucht sie eine Schauspielschule. Ihre Mutter stammt von den Philippinen, ihr Vater aus Nigeria, sie selbst ist in Wien geboren und aufgewachsen. Bisher veröffentlichte sie zwei Solo-Singles: All of This Is You (als Rose May) und Love Me Right (als Rose May Alaba) Mit Love Me Right stieg sie auf Platz 30 der Single-Charts von Österreich ein.
- Catarina „Cati“ Bieber stand im Alter von acht Jahren das erste Mal auf der Bühne. Neben dem Gesang betreibt sie intensiv das Hobby Springreiterei. Sie stammt aus Seewiesen in der Steiermark. 2015 bewarb sie sich bei der deutschen Castingshow Deutschland sucht den Superstar und schaffte es in den Recall.[4]

Alle drei Bandmitglieder bewarben sich zuvor bei der österreichischen Castingshow Helden von morgen und schafften es dort bis zum Recall.

## Diskografie

### Studioalben
| Jahr | Titel     | Höchstplatzierung, Gesamtwochen, AuszeichnungChartsChartplatzierungen (Jahr, Titel, Platzierungen, Wochen, Auszeichnungen, Anmerkungen) | Anmerkungen                            |
| Jahr | Titel     | AT | Anmerkungen                            |
| ---- | --------- | --- | -------------------------------------- |
| 2011 | Heartcore | AT58 (2 Wo.)AT | Erstveröffentlichung: 5. Dezember 2011 |

### Singles
- 2011: Outta My Head (Erstveröffentlichung: 5. Dezember 2011)

### Gastbeiträge
| Jahr | Titel Album | Höchstplatzierung, Gesamtwochen, AuszeichnungChartsChartplatzierungen (Jahr, Titel, Album, Platzierungen, Wochen, Auszeichnungen, Anmerkungen) | Anmerkungen                                            |
| Jahr | Titel Album | AT | Anmerkungen                                            |
| ---- | ----------- | --- | ------------------------------------------------------ |
| 2012 | Never       | AT73 (1 Wo.)AT | Erstveröffentlichung: 18. Mai 2012 Guenta K. meets BFF |

Weitere Gastbeiträge
- 2012: Turn Away (Erstveröffentlichung: 6. November 2012; BFF & Kane meets Miami Inc.)